# Ніна Лужницька
Ніна Леонтіївна Лужницька, до шлюбу Конашинська (2 лютого 1902, Сестрятин, Радивилівський район, Рівненська область — 9 березня 1984, Філадельфія,  Пенсільванія, США) — українська акторка.

## Життєпис
Закінчила Інститут шляхетних дівчат у Житомирі (1918). У складі гуртка української патріотично налаштованої молоді разом з Армією УНР 1920 перейшла р. Збруч і потрапила до табору інтернованих осіб у м. Ланьцут (Підкарпатське воєводство), згодом — у м. Александрув Куявський (Куявсько-Поморське воєводство; обидва — Польща).

### Сценічна діяльність
Сценічну діяльність розпочала в таборовому аматорському театрі під керівництвом В. Тимченка в Ланьцуті, продовжила у професійному Драматичному театрі ім. М. Садовського під керівництвом Й. Мандзенка в Александруві Куявському. На його сцені 1921 виконала роль Галі («Назар Стодоля» Т. Шевченка). 1922 переїхала до Львова, де працювала до 1924 в Українському народному театрі товариства «Українська бесіда» під керівництвом О. Загарова і Й. Стадника.
1922–25 — в Українській драмшколі, заснованій О. Загаровим і М. Вороним при Вищому музичному інституті;
1925–28, 1930–31 — артистка мандрівного «Українського театру» на чолі з Й. Стадником (виступала під прізвищем Смиринська);
1928–29 — артистка Українського народного театру ім. І. Тобілевича (м. Станіслав, нині Івано-Франківськ).
1944 емігрувала до Австрії (м. Ґрац), 1949 — до Філадельфії, де організувала драматичні гуртки при Спілці української молоді й товаристві «Пласт».